# Penélope y las doce criadas
Penélope y las doce criadas (en inglés, The Penelopiad) es una novela corta escrita por la autora canadiense Margaret Atwood. Fue publicada originalmente en 2005 como parte de la serie de mitos de Canongate Books (originalmente, Canongate Myth Series), en la que un grupo de escritores contemporáneos reescribe mitos de la Antigüedad. En este libro, Penélope revive los eventos narrados en la Odisea y reflexiona sobre su vida en el Hades, sobre Helena de Troya y sobre las relaciones con sus padres. Un coro formado por las doce criadas, a quienes Odiseo consideró traidoras, y a quienes Telémaco ahorcó, interrumpen el relato de Penélope para dar su punto de vista sobre los hechos. Estos interludios de las criadas emplean un nuevo género discursivo cada vez, entre los que se cuentan una canción de saltar la cuerda, un lamento, un idilio, una balada, una conferencia, un juicio y varios tipos de canciones.
Los temas centrales de la novela incluyen los efectos de contar una historia desde varias perspectivas, la doble moral aplicada a los sexos y las clases sociales, y la justicia. Atwood, en obras anteriores, había tomado personajes y estructuras narrativas de la mitología griega para hacer nuevas ficciones, como por ejemplo en su novela La novia ladrona (The Robber Bride), en el cuento «The Elysium Lifestyle Mansions» (presente en el libro  Ovid Metamorphosed, editado por Philip Terry), en su primer poemario, Double Persephone, y en los poemas «Circe: Mud Poems» y «Helen of Troy Does Counter Dancing». Para esta novela, consultó los libros Los mitos griegos de Robert Graves y la versión de la Odisea traducida por E. V. Rieu y revisada por D. C. H. Rieu.
Se tradujo a 28 idiomas y se publicó simultáneamente en todo el mundo, en treinta y tres editoriales. En el mercado canadiense, se ubicó en el primer lugar de las listas de superventas de Maclean's y en el segundo puesto en la de The Globe and Mail, a pesar de que no entró en la lista del New York Times. En 2020 la editorial Salamandra reeditó el libro en español, gracias a lo cual se publicaron varias reseñas en medios hispanoparlantes que lo analizaron desde una mirada feminista. Otros críticos mencionaron que su estilo era el típico de Atwood, o incluso, una de sus mejores obras, aunque otros hallaron ciertos elementos, como el coro de criadas, desagradables.
El National Arts Centre de Canadá y la Royal Shakespeare Company del Reino Unido coprodujeron una versión para teatro de esta nouvelle. La obra estuvo en la cartelera del Swan Theatre (en Stratford-upon-Avon) y en el National Arts Centre (en Ottawa) durante el verano y el otoño septentrionales de 2007. Josette Bushell-Mingo dirigió el elenco, conformado únicamente por mujeres. En enero de 2012, el espectáculo se trasladó a Toronto, al Nightwood Theatre, con un elenco femenino dirigido por Kelly Thornton y con Megan Follows en el papel de Penélope.

## Contexto
El editor Jamie Byng, de Canongate Books, le pidió a Margaret Atwood que escribiera una novela corta para reescribir el mito clásico que ella prefiriera. Le explicó que sería publicada simultáneamente en varios idiomas, como parte de un proyecto internacional llamado Canongate Myth Series y ella aceptó participar para ayudar a este joven editor. Desde su casa en Toronto, la autora intentó recrear el mito nórdico de la creación, o un cuento de los nativos americanos, pero le costó un gran esfuerzo. Luego de una conversación con su agente literario británico para cancelar su contrato, Atwood comenzó a pensar en la Odisea. La había leído por primera vez cuando era adolescente, y recordaba que la imagen de las doce criadas de Penélope ahorcadas le parecía perturbadora. Ella consideraba que los roles de Penélope y sus doncellas durante la ausencia de Odiseo era un tema muy poco tenido en cuenta por la academia, por lo que pensó que este proyecto podría ayudar a darles visibilidad. En sus propias palabras: «La historia como se cuenta en la Odisea no se sostiene: hay demasiadas incongruencias».

## Argumento

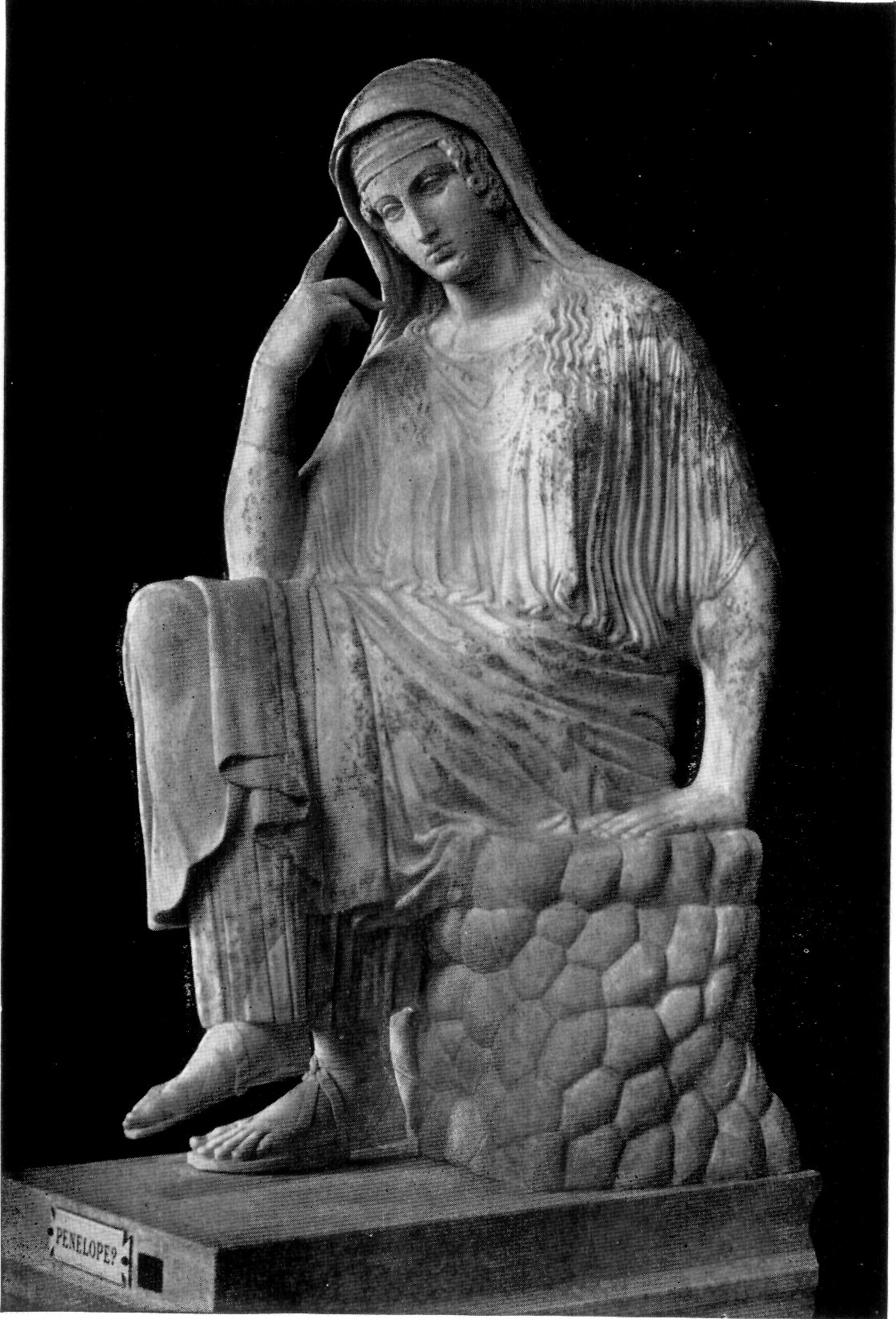
La estatua de Penélope en los Museos Vaticanos.

La nouvelle recapitula la vida de Penélope desde el Hades del siglo XXI; ella recuerda su vida familiar en Esparta, su matrimonio con Odiseo, el trato con los pretendientes durante la ausencia de él, y luego, su regreso. Su padre, Icario de Esparta, se volvió excesivamente cariñoso luego de intentar asesinarla, y su madre, Peribea, era descuidada y negligente. A los quince años, Penélope contrajo matrimonio con Odiseo, quien hizo trampa en el concurso que decidiría cuál de sus pretendientes se casaría con ella. Al principio, era feliz con él, aunque Helena y algunas criadas se burlaran de él a sus espaldas a causa de su escasa estatura y su morada humilde en Ítaca. La pareja rompió la tradición y se mudó al reino del esposo. En la isla, ni a Anticlea, su suegra, ni a la criada Euriclea les cayó bien Penélope, pero posteriormente esta última la ayudó a adaptarse a su nuevo rol y crearon una mejor relación, aunque a veces fuera condescendiente.
Poco después del nacimiento de Telémaco, Odiseo partió a la guerra de Troya, por lo que Penélope quedó a cargo del reino y crio a su hijo sola. A Ítaca llegaban esporádicamente noticias sobre la guerra y rumores sobre el viaje de regreso de Ulises, pero debido a la posibilidad, cada vez más certera, de que no volviera, un gran número de pretendientes comenzaron a cortejar a Penélope. Convencida de que ellos estaban más interesados en controlar el reino que en su amor, los evitaba. Los pretendientes la presionaron consumiendo y desperdiciando los recursos del reino. Temía la violencia que podía despertarse si rechazaba directamente sus ofertas de matrimonio, por lo que anunció que tomaría una decisión sobre con cuál casarse una vez que terminara de tejer una mortaja para su suegro, Laertes. Solicitó a doce criadas que le ayudaran a deshacer su tejido por las noches, y que espiaran a los pretendientes. Odiseo regresó luego, pero disfrazado. Su mujer lo reconoció de inmediato y les pidió a las doncellas que no revelaran su identidad. Luego de la matanza de los pretendientes, Ulises le pidió a Telémaco que ahorcara a las criadas a quienes consideró aliadas de ellos, y fueron ejecutadas mientras Penélope dormía. Luego, la pareja se contó historias sobre el tiempo que permanecieron separados, pero sobre el asunto de las criadas, ella guardó silencio, para evitar mostrar simpatía por aquellas juzgadas y condenadas como traidoras.
Durante su narración, Penélope expresa opiniones sobre muchos otros personajes, refiere malentendidos históricos y comenta su vida en el Hades. Critica duramente a Helena, a quien culpa de haber arruinado su vida. Además, destaca que la especialidad de Odiseo es hacer que la gente quede como tonta y se pregunta por qué las historias sobre sus aventuras perduraron tanto, si eran una mentira evidente. También desmiente el rumor de que había mantenido relaciones con Anfínomo, o con todos los pretendientes, lo que supuestamente habría sido el origen de Pan.
Entre medio de los capítulos en los cuales Penélope es la narradora, las doce criadas refieren los temas desde su punto de vista. Se lamentan de su infancia como esclavas, sin padres ni tiempo para jugar, cantan sobre la libertad y sueñan con ser princesas. Comparan sus vidas con la de Telémaco y se preguntan si ellas lo hubieran matado cuando era un niño si hubieran sabido que él las asesinaría cuando fuera un joven. También culpan por su muerte injusta a Euriclea y Penélope. En el Hades, persiguen a Ulises por el mismo motivo.

## Estilo

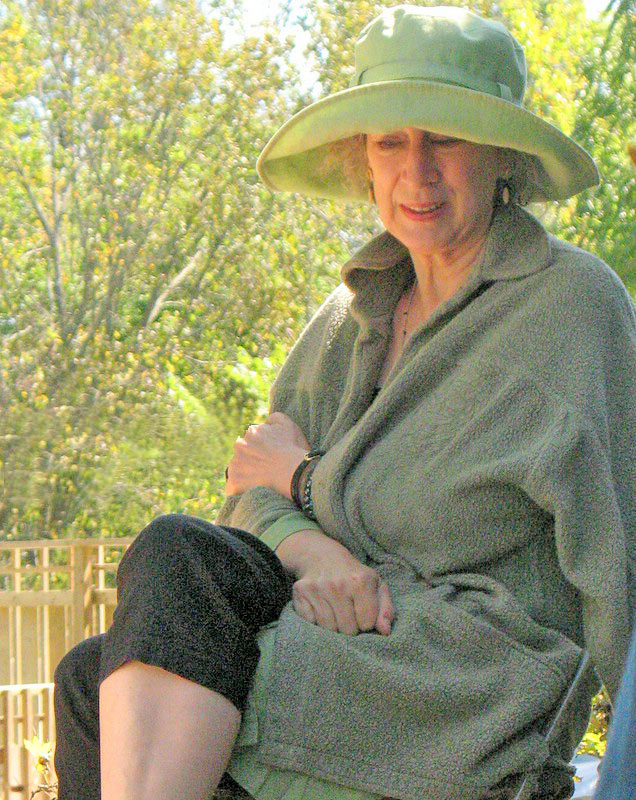
Margaret Atwood en 2006, un año después de que se publicara Penélope y las doce criadas.

La novela corta está dividida en veintinueve capítulos, con una introducción, notas y agradecimientos. Se estructura de forma similar al teatro griego; la narración alterna entre lo que cuenta Penélope y los comentarios a modo de coro de las doce criadas. Atwood afirmó que se trata de un «homenaje al teatro clásico». Penélope narra, en total, dieciocho capítulos, mientras que el coro protagoniza once, distribuidos a lo largo de la obra. Las criadas utilizaron un género discursivo diferente en cada uno de ellos. Comienzan con una canción de saltar a la cuerda y finalizan con un poema en dímetros yámbicos. Otros géneros empleados son un lamento, una canción popular, un idilio, una saloma, una balada, un drama, una conferencia de antropología, un juicio y una canción de amor.
Cuando Penélope es la voz narradora, se usa una prosa deliberadamente simple e ingenua. El tono es casual, vago y confiado; Atwood le da un humor seco, además de una expresión feminista agridulce y melancólica. Esta ironía y comicidad sutil logra restar seriedad al tema y funciona como mecanismo para acercar los personajes al lector. El libro emplea un narrador autodiegético en primera persona, a diferencia del narrador de la Odisea, que es heterodiegético. Penélope a veces se dirige al lector utilizando el pronombre de la segunda persona. Un crítico mencionó que Penélope es presentada como «una mujer inteligente, lo suficientemente astuta para no exhibir su inteligencia». Debido a que compara sucesos del pasado desde su perspectiva, con las fantasías de Odiseo y con lo que se conoce en la actualidad sobre los mitos, ella es una voz narradora metaficcional. El libro busca despertar «una sensación de extrañamiento» en quienes leen, para repensar la vida contemporánea. Esto se manifiesta particularmente en el capítulo de las criadas donde se imita un juicio, titulado «El juicio de Odiseo, grabado en video por las criadas». En él, se reproduce un juicio por violación, y se toma como testimonio la Odisea. Según determina el juez, ellas habían quedado indefensas, porque Penélope estaba durmiendo. Por eso, según un estudio de literatura comparada llevado a cabo por Rosario López Gregoris: 

Esta escena sirve para actualizar la situación de injusticia que sufren las mujeres sometidas, sin derechos, humilladas, violadas y finalmente ejecutadas, igual que cualquier mujer violada en un régimen represor es considerada hoy día culpable y lapidada públicamente. Nada ha cambiado, dicen desde Ítaca.

Por otro lado, el libro ha sido considerado posmoderno debido a su uso de la parodia como procedimiento literario, sobre todo en cuanto a su uso de los mitos clásicos para tratar otras temáticas. Además, parodia al género épico, ya que con su humor e ironía anula la elevación del tono, no comienza la historia in media res y el héroe no es un hombre, sino una mujer que se convierte en sujeto de su propia narración. Esta parodia de la épica puede advertirse desde el título, ya que el sufijo -íada podría anticipar un poema narrativo. Incluso la obra ha sido interpretada como la precursora de una «épica femenina».

## Temáticas principales

### Puntos de vista

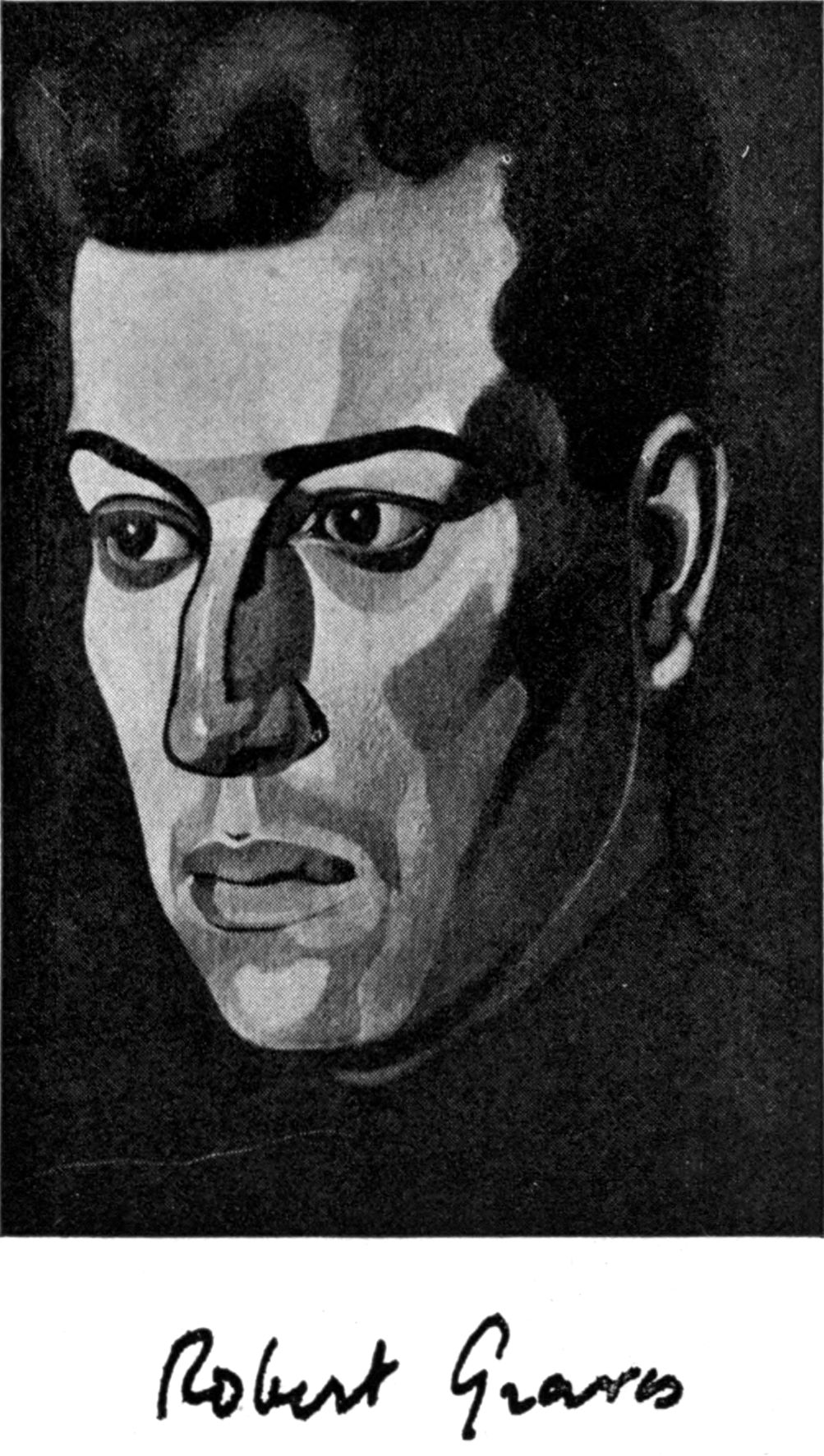
En el capítulo titulado «Conferencia sobre Antropología», Margaret Atwood parodia la teoría de Robert Graves presente en La diosa blanca.

La novela muestra las diferencias que se pueden encontrar en los cambios de perspectiva. El foco narrativo está puesto en Penélope y en las doce criadas. Las historias que le cuentan Menelao y Néstor a Telémaco, y la que narra Ulises en la corte de los feacios —presentes en la Odisea— hacen que este personaje parezca un héroe que mata monstruos y seduce a diosas. En cambio, según Penélope, su marido era un mentiroso que, ebrio, peleaba con un tabernero tuerto y luego decía, con vanidad, que era un cíclope gigante y caníbal. Homero representa a Penélope como leal, paciente y como la esposa ideal, a diferencia de Clitemnestra, quien asesinó a Agamenón luego de que regresara de Troya. En el libro de Atwood, la protagonista se siente llamada a contar su historia porque no coincide con el retrato del poeta ciego ni con los otros mitos sobre que tuvo relaciones con los pretendientes y fue madre de Pan. Rechaza el rol de la esposa ideal y reconoce que solo intentaba sobrevivir, además de sospechar abiertamente que Ulises le es infiel. La Odisea muestra a las criadas como traidoras, en complot con los pretendientes. Desde el punto de vista de ellas, eran víctimas inocentes, que fueron usadas por su ama para espiar, violadas y abusadas por los pretendientes, y luego asesinadas por Odiseo y Telémaco. Atwood muestra que la verdad está en un tercer lugar entre los mitos y las perspectivas parciales. Por eso, la novela corta podría compararse con un ágora griega, en la que todos toman la palabra para narrar su versión de los hechos. En este sentido, en la obra se enfrentan dos puntos de vista: el patriarcal y el feminista radical, representado por las criadas.
Según Rosario López Gregoris, el título original, The Penelopiad, puede interpretarse en contraposición a la Odisea, es decir, la historia de Odiseo. En esta obra, Penélope toma la palabra para desentrañar su biografía, no para relatar aventuras. El tono irónico de la obra tiene como función, entonces, evitar presentar a la protagonista como una víctima o una mujer excesivamente autocompasiva.

### Doble moral
El libro ha sido considerado «feminista», y más específicamente, fue catalogado dentro del feminismo clásico de Atwood. Pero la autora no estuvo de acuerdo y afirmó: «No lo llamaría feminista. Cada vez que alguien escribe desde el punto de vista de una mujer, la gente dice que es feminista». La relación antagónica entre Penélope y Helena es similar a otras relaciones entre mujeres en otras obras suyas: por ejemplo, Elaine y Cordelia en Ojo de gato, o Iris y Laura en El asesino ciego, y se relaciona con la pregunta de Atwood sobre si es posible una sororidad universal y amistosa. La historia contiene algunas aclaraciones feministas sobre la Odisea, como que Penélope reconozca a Odiseo disfrazado, y que las ocas asesinadas por el águila en el sueño de Penélope sean las criadas, y no los pretendientes. A través de la conferencia de Antropología de las criadas, Atwood satiriza la teoría de Robert Graves sobre un culto lunar matriarcal en la mitología griega. En ella se hacen una serie de asociaciones, en las que se concluye que la violación y el asesinato de las criadas, llevado a cabo por varones, representa la caída de la sociedad matriarcal y el ascenso del patriarcado. Finaliza con una frase de Claude Lévi-Strauss, presente en Las estructuras elementales del parentesco: «Considérennos puro símbolo. No somos más reales que el dinero». Rosario López Gregoris consideró este episodio como «paródico» y «posmoderno».
Durante la obra se expone la doble moral relacionada con los géneros y las clases. Odiseo comete adulterio con Circe, pero espera que Penélope le sea fiel. Las relaciones de las criadas con los pretendientes parecen constituir un acto de traición y hacen que ellas sean ejecutadas. La protagonista condena a Helena por su responsabilidad en la muerte de varios hombres en Troya, pero disculpa la suya en el asesinato de sus criadas, a pesar de que ella les ordenó que espiaran a los pretendientes y les pidió que siguieran haciéndolo incluso cuando algunas fueron violadas.

### Justicia poética

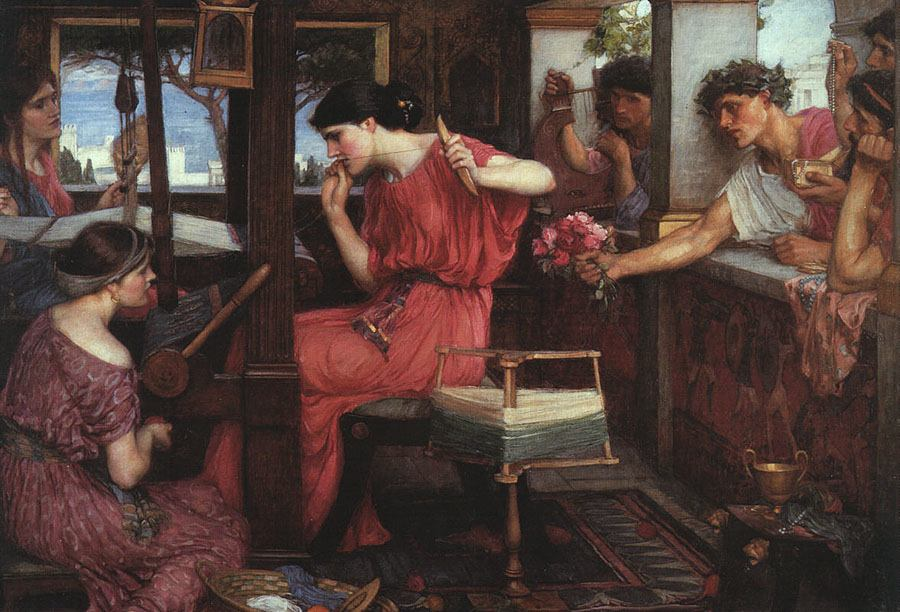
Cuadro de John William Waterhouse titulado Penélope y los pretendientes (1912).

Según Kiley Kapuscinski, la historia de Penélope es un intento de justicia poética de retribuir a Helena, quien tenía una imagen idealizada e inocente en la Odisea; según Collins, dicho personaje es un arquetipo. Penélope actúa como árbitro, posición que ocupaba en Ítaca como jefa de Estado y, en ausencia de su marido, como jefa de hogar. La antigua justicia, efectiva y simple, se combina con los conceptos más modernos de una distribución equitativa de los beneficios y cargas sociales. Penélope elige como castigo para Helena el corregir los documentos históricos desde su propio punto de vista y mostrarla como vanidosa y superficial, como alguien que mide su valor contando la cantidad de hombres que murieron por ella.
Las criadas también ofrecen su punto de vista sobre la justicia poética en cuanto a Odiseo y Telémaco, quienes ordenaron y llevaron a cabo su ejecución, y en cuanto a Penélope, la consideran cómplice de su asesinato. Las criadas, quienes no tienen la misma capacidad de sancionar que su ama, están relegadas a géneros menos prestigiosos, aunque a medida que avanza la trama, su discurso aparece bajo formas discursivas más valoradas. Su testimonio, contrastado con las excusas y la condena de Helena por parte de la protagonista, demuestran la tendencia de los procesos judiciales de no actuar teniendo presente toda la verdad. Al compararlo con los documentos históricos, dominados por la Odisea, la conclusión, según Kiley Kapuscinski, es que los conceptos de justicia y castigo son establecidos por «quien tiene el poder para decir quién debe ser castigado, y de quién son las ideas que cuentan», y que «la justicia está avalada por las desigualdades sociales y las dinámicas de poder desiguales». Sobre el tema de la justicia en la obra, una reseña de la Revista Ñ, del periódico argentino Clarín, afirma: «Las doce ahorcadas encarnan la paradoja de una justicia injusta [...]. En este caso, la criada, figura en la que se intersectan el género y el origen social, y que constituye la base de la pirámide de una sociedad machista y autoritaria».

## Influencias
El uso que hace Atwood de los mitos sigue la línea de la crítica arquetípica, específicamente la de Northrop Frye y su Anatomía de la crítica. Según esta teoría literaria, las obras contemporáneas no son independientes, sino que forman parte de un patrón subyacente que reinventa y adapta un número acotado de conceptos atemporales y estructuras de significado. En Penélope y las doce criadas, Atwood reescribe los arquetipos de la pasividad femenina y la victimización, empleando para ello ideas como la justicia y una variedad de géneros discursivos.
La edición de la Odisea que consultó Atwood fue la traducción al inglés de E. V. Rieu y D. C. H. Rieu. En su investigación, leyó Los mitos griegos de Robert Graves. Este autor, que adhería a la teoría de Samuel Butler de que la Odisea había sido escrita por una mujer, también escribió La diosa blanca, que constituye la base de la conferencia de Antropología de las criadas en el capítulo 24.
Atwood había escrito algunas obras anteriores en las que aparecen temas y personajes de los mitos griegos. En el libro Ovid Metamorphosed se publicó un cuento suyo, llamado «The Elysium Lifestyle Mansions», en el que reescribió el mito de Apolo y la Sibila, la profetisa inmortal, desde la perspectiva de esta última y ambientado en la actualidad. Su novela de 1993, The Robber Bride (La novia ladrona) también tiene paralelismos vagos con la Ilíada, pero se sitúa en Toronto. En ella, los personajes Tony y Zenia tienen la misma enemistad y relación competitiva que Penélope y Helena en esta obra. En su primer poemario, Double Persephone, autopublicado cuando era una estudiante universitaria de 19 años, dio un giro al mito de Perséfone, algo similar a lo que hizo con Penélope y las doce criadas. Por otra parte, en su poema «Circe: Mud Poems», publicado en 1976, cuestiona la imagen honrada de Penélope: 

She's up to something, she's weaving

histories, they are never right,

she has to do them over,

she is weaving her version [...]
Está tramando algo, está tejiendo

historias, nunca son correctas,

las tiene que rehacer, 
está tejiendo su versión[...]

Atwood también publicó el poema «Helen of Troy Does Counter Dancing» en su antología de 1996 Morning in the Burned House; en ella Helena aparece en un ambiente moderno como una bailarina erótica que se convierte en objeto ante las miradas de los hombres que la contemplan:

You think I'm not a goddess?

Try me.

This is a torch song.

Touch me and you'll burn.

¿Piensas que no soy una diosa?

Pruébame.

Esto es una torch song.

Tócame y te quemarás.

## Publicación
La edición de tapa dura se publicó el 21 de octubre de 2005, como parte de la serie de mitos de Canongate (Canongate Myth Series), que también incluyó A Short History of Myth (en español, Breve historia del mito) de Karen Armstrong y un tercer título, elegido por cada editorial —la mayoría eligió Weight (en español, La carga) de Jeanette Winterson—. La obra se tradujo a 28 idiomas y se lanzó simultáneamente en todo el mundo en treinta y tres editoriales: Canongate en el Reino Unido, Knopf en Canadá, Grove/Atlantic Inc. en Estados Unidos y Text Publishing en Australia y Nueva Zelanda. La traducción francesa se publicó en Canadá, a través de Éditions du Boréal y en Francia, por medio del Grupo Flammarion. La edición de tapa blanda salió al mercado en 2006. Laura Merlington narró el audiolibro, de tres horas de duración, y fue lanzado por Brilliance Audio, junto con la edición de tapa dura. Esta narración oral tuvo una recepción positiva, aunque a veces fue eclipsada por las actrices anónimas que interpretaron a las criadas.
En 2020, quince años después de su publicación original, la editorial Salamandra hizo una reedición de Penélope y las doce criadas, traducida por Gemma Rovira Ortega. De todos modos, la obra había sido traducida al español en el mismo año de su publicación original, 2005, y Penguin Random House decidió modificar el título en vez de hacer una traducción literal, La Penelopíada.

## Recepción

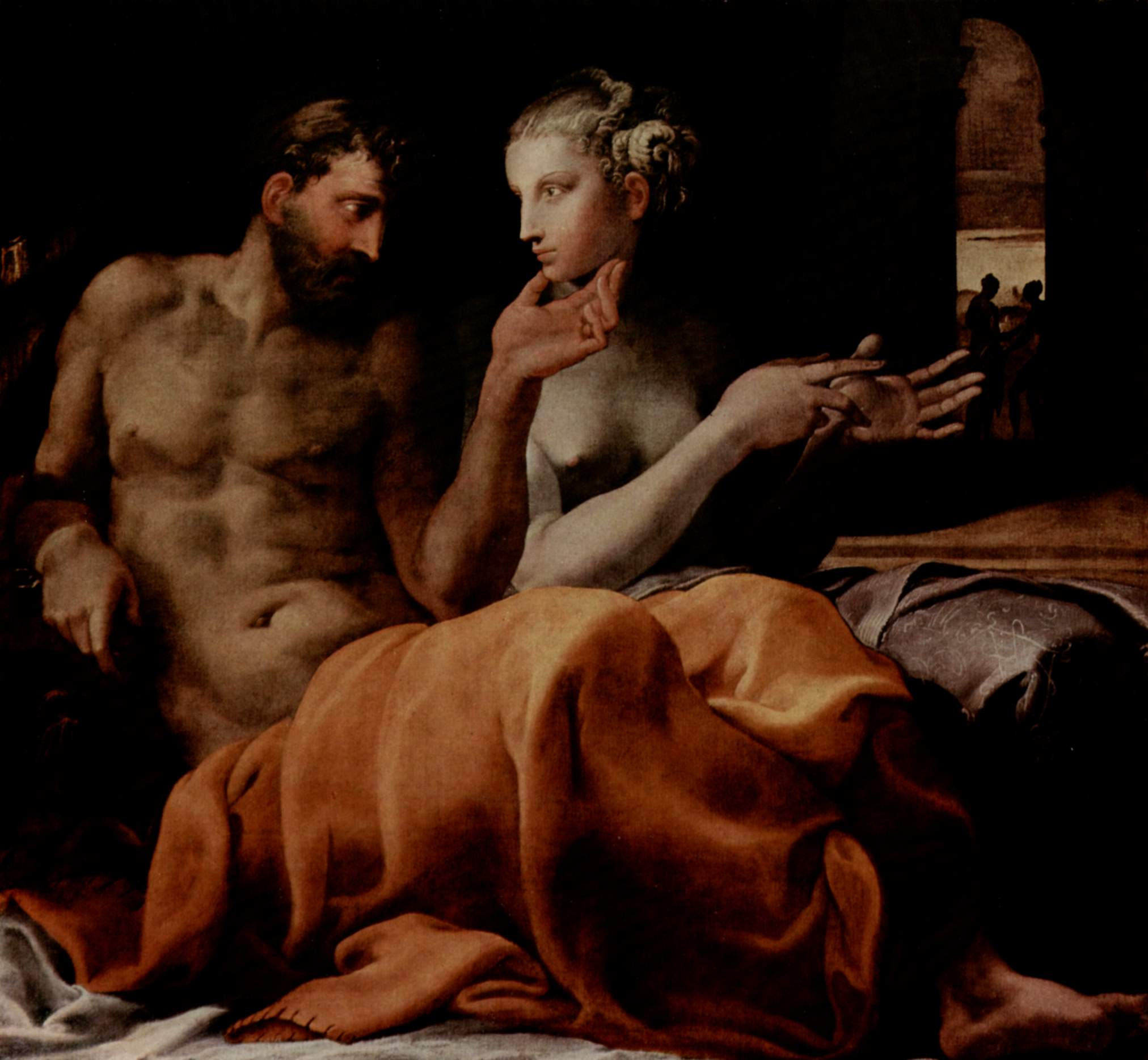
Varias reseñas mencionaron que el libro de Atwood retoma las figuras de Ulises y Penélope desde el feminismo. Cuadro de Francesco Primaticcio, Ulises y Penélope (1563).

En las listas de ventas del mercado canadiense, la edición de tapa dura llegó al primer puesto en la de Maclean's, y al segundo en la de The Globe and Mail, en la categoría de ficción. En el mercado estadounidense, no ingresó a la New York Times Best Seller list, pero fue «selección del editor». El libro recibió una nominación para los Mythopoetic Awards de 2006, en la categoría de Fantasía y Literatura para Adultos, y fue seleccionado para el Premio Literario Internacional IMPAC de Dublín. La traducción francesa, titulada L'Odyssée de Pénélope, fue nominada a los Premios del Gobernador General de literatura, a mejor traducción del inglés al francés.
Algunos críticos, como Christopher Tayler y David Flusfeder, de The Daily Telegraph, consideraron al libro «grato [e] inteligente», con «Atwood en su máxima expresión». Robert Wiersema coincidió con esa postura y añadió que el libro muestra a la escritora «atrevida y ambiciosa, inteligente y reflexiva». Una reseña del National Post llamó al libro «una proeza brillante». En general, se elogió del libro su ingenio, ritmo, estructura y argumento. En 2007, tenía una puntuación de 9,3 en Metacritic.
El libro también recibió comentarios negativos. Mary Beard halló al libro «brillante», excepto por el capítulo titulado «Una conferencia de Antropología», que consideró «auténtica basura». Otros lo criticaron por ser «simplemente un riff de una historia mejor, que se acerca peligrosamente a una parodia», y porque «no resulta adecuado [como] una adaptación feminista informal». También se afirmó que los pasajes en los que aparece el coro de criadas son «meros esbozos de personajes»; Elizabeth Hand afirmó en The Washington Post que tienen «un aire de un número cómico de Monty Python fallido». En la revista académica English Studies, Odin Dekkers y L. R. Leavis definieron el libro como «una obra de autocompasión deliberada», que se lee «como lo mejor de W. S. Gilbert» y lo compararon con los limericks de Wendy Cope, que reducen La tierra baldía de T. S. Eliot a cinco versos.
Luego de que Salamandra la reeditara en 2020, varios medios hispanohablantes hicieron reseñas sobre la obra. Algunos la abordaron desde una perspectiva feminista. Por ejemplo, Leo Grande Cobian, de Evaristo Cultural lamentó que la obra se publicara en América Latina tan tarde. Asoció el libro con el feminismo de la segunda ola y mencionó que «nos ha agradado mucho porque supera largamente la mirada clásica del feminismo liberal o burgués, aportando una mirada más disruptiva sobre las diferencias de clase en el tratamiento de la violencia machista». En la misma línea, El Imparcial sumó otra mirada: «Margaret Atwood da una vuelta de tuerca a Ulises y Penélope con una mirada feminista», aunque aclara que la autora adhiere al feminismo «no de manera sectaria». Incluso, el Instituto de la Mujer de España incluyó la novela corta en una lista de recomendaciones literarias feministas. Dolores Greña, en una nota para La Nación, asoció este libro con el ensayo de Mary Beard Mujeres y poder: un manifiesto y con la novela Circe de Madeline Miller, debido a su relación con la igualdad de género. En otra nota para el mismo medio, Débora Vázquez comparó la obra de Atwood con Berta Isla de Javier Marías, además de mencionar que lo realmente original de ella es la narración de las criadas. Sobre ellas afirma: 

Atwood convierte a estas doce jóvenes en las primeras sororas de Occidente, aquellas que cantan y bailan juntas, aquellas que doblemente oprimidas y silenciadas (por ser mujeres y esclavas) denuncian desde un colectivo, irrumpen en los tribunales y reclaman venganza invocando a las Erinias [...] para que Ulises [...] nunca volviera a tener paz.

Por otra parte, otras reseñas se enfocaron en aspectos más generales. Según Télam, la voz narrativa de esta obra es «irónica y ligera», en comparación con El cuento de la criada. El País afirmó que se trata de un relato «colmado de sabiduría y humor, [que] resulta inquietante, fruto de la imaginación de una autora ampliamente reconocida por su capacidad de contar historias con un elevado tono poético», y citó un comentario de Carlos García Gual sobre el libro: «Una admirable relectura del texto homérico». Jorge Artola, de La mañana, se refirió al cambio de perspectiva de la obra como «un giro casi borgiano» y la describió como «literatura inteligente y dura como la existencia misma». Andrea Martínez Baracs la definió como «una pieza teatral de ligeros versos rimados que es un ejercicio de clasicismo feminista, breve, agudo, atemporal y contemporáneo al mismo tiempo»; también afirmó que tiene «una canción-poema perfecta», pero que el texto es una «tergiversación» con respecto a la Odisea.

## Adaptación dramática
Luego de una exitosa lectura dramatizada, dirigida por Phyllida Lloyd en la St James's Church (Piccadilly), el 26 de octubre de 2005, Atwood terminó el borrador de un guion teatral. El Canadian National Arts Centre de Canadá, y la Royal Shakespeare Company del Reino Unido se mostraron interesados y acordaron coproducir una obra. Los fondos se recaudaron gracias a nueve mujeres canadienses, llamadas el «Círculo de Penélope», que donaron 50 000 CAD cada una al National Arts Centre. Luego, se eligió a un elenco compuesto exclusivamente por mujeres, de las cuales siete eran de la misma nacionalidad de Atwood, y seis, británicas. Josette Bushell-Mingo fue la directora, y Veronica Tennant, la coreógrafa. También hubo un trío de músicos, con percusión, teclado y violonchelo, ubicados debajo del escenario. Se reunieron en Stratford-upon-Avon y ensayaron durante junio y julio de 2007.
La obra, de cien minutos de duración, se presentó en el Swan Theatre entre el 27 de julio y el 18 de agosto, y en el National Arts Centre, en Ottawa, entre el 17 de septiembre y el 6 de octubre. Como en el guion de Atwood había pocas indicaciones, Bushell-Mingo desarrolló la acción. La crítica en ambos países elogió a Penny Downie en su rol de Penélope, pero consideró que la obra consistía más en la narración de una historia que en su dramatización. Algunas diferencias entre las dos producciones hicieron que la versión canadiense tuviera más profundidad emocional, que faltó en la de Bushell-Mingo y sus doce criadas. Posteriormente la obra tuvo funciones en Vancouver, en el Stanley Industrial Alliance Stage, entre el 26 de octubre y el 20 de noviembre de 2011. En Toronto fue producida por el Nightwood Theatre e interpretada en el teatro Buddies in Bad Times, entre el 10 y el 29 de enero de 2012. La función en el Nightwood Theatre fue dirigida por Kelly Thornton, coreografiada por Monica Dottor y protagonizada por Megan Follows. Una reseña en The Globe and Mail le otorgó a la obra 3,5 de 4 estrellas.